# Crotalus aquilus
Crotalus aquilus ist eine Art der Klapperschlangen, die in Zentral-Mexiko verbreitet ist. Sie galt lange Zeit als Unterart der Mexikanischen Plateau-Klapperschlange (Crotalus triseriatus) und wurde 1992 als eigene Art beschrieben.

## Merkmale
Crotalus aquilus ist eine kleine Art der Klapperschlangen, die eine Länge von etwa 60 Zentimetern erreicht. Die Grundfärbung der Schlange ist grau bis braun, männliche Tiere können auch einen grünlichen oder gelblichen Schimmer haben. Auf dem Rücken befinden sich große dunkle, fast rechteckige Flecken, die zum Schwanz hin zu Streifen über den gesamten Rücken werden. Der Kopf ist meist grau mit einem dunklen Streifen, der sich von den Augen zu den Hinterenden der Mundöffnung zieht.

## Verbreitung und Lebensraum

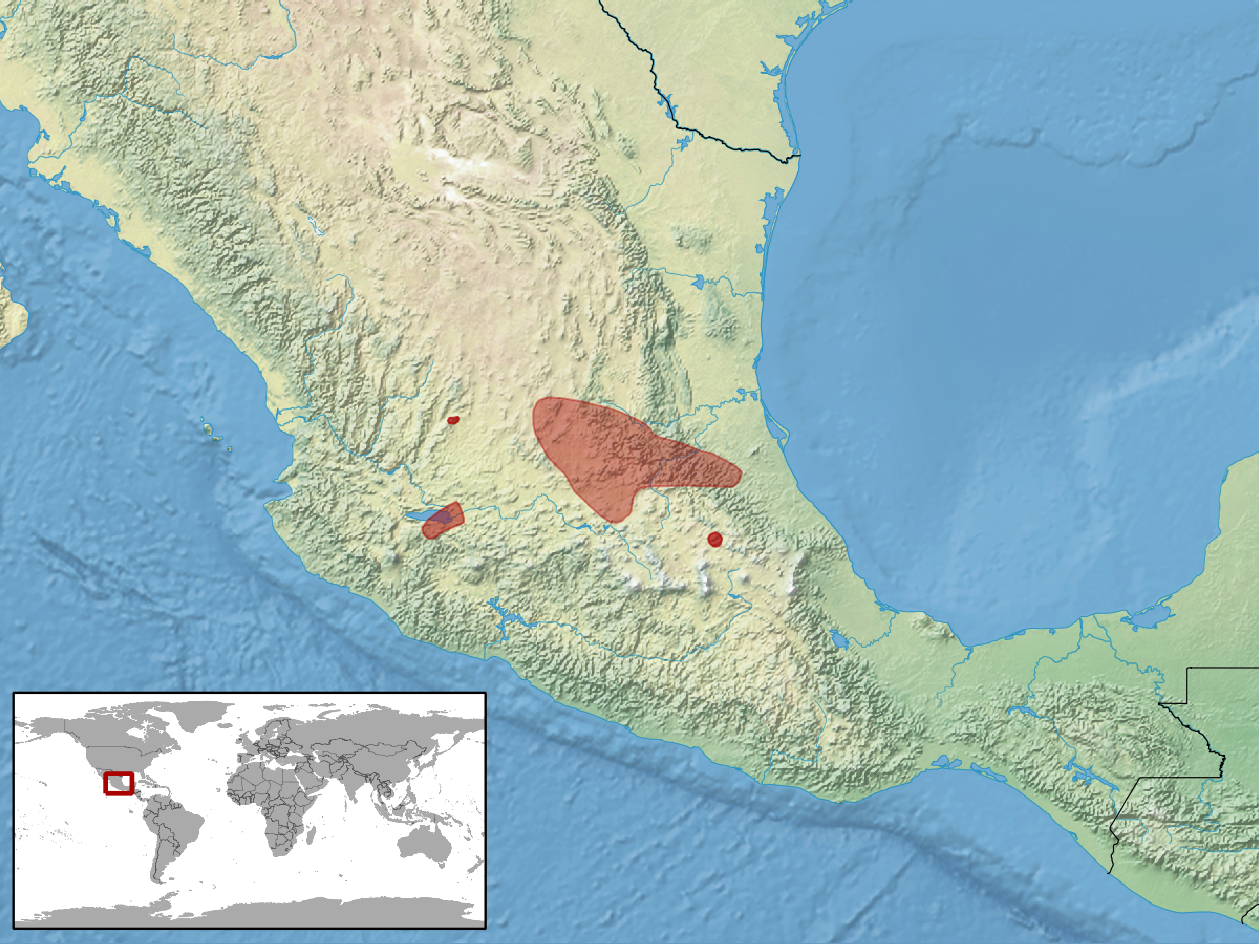
Verbreitungsgebiet

Das Verbreitungsgebiet der Schlange ist auf eine kleine Region im Zentrum Mexikos begrenzt. Sie lebt dort im Hochland bis in Höhen von über 3.000 Metern. Der Lebensraum ist geprägt durch steinige und spärlich bewaldete Flächen.
Die IUCN stuft die Art als nicht gefährdet ein.

## Schlangengift
Die spezifische Wirkung des Giftes ist weitestgehend unbekannt. Das Gift greift vor allem Blutzellen an und zerstört sie. Es führt zu einer lokalen Schwellung um die Bissstelle, die sehr schmerzhaft ist.